# Noemí de Miguel
Noemí de Miguel Jiménez (Autol, La Rioja; 14 de febrero de 1980) es una periodista deportiva española y ex presentadora de televisión en DAZN F1. Ha cubierto partidos de fútbol de las principales ligas para Radio Nacional de España (RNE) y Canal+ antes de trasladarse a Movistar Fórmula 1 para dar cobertura a los Grandes Premios de Fórmula 1 desde 2016.

## Biografía
Se crio en la casa de sus abuelos en Autol porque su madre y su padre trabajaban continuamente y veía una gran variedad de deportes en la televisión con sus abuelos durante su infancia. Se le preguntó a De Miguel si quería seguir una carrera como doctora en medicina, a lo que respondió que quería convertirse en periodista deportiva. Se licenció en periodismo en Universidad de Deusto, que finalizó en 2002, y realizó unas prácticas de tres años en Radio Arnedo. De Miguel viajó a Madrid y pasó la selección para convertirse en reportera deportiva de Radio Nacional de España (RNE). Esto marcó el comienzo de su carrera profesional y comenzó a trabajar para la emisora en 2002. Durante los siguientes tres años, De Miguel contribuyó al programa Tablero deportivo.
Su contrato con RNE expiró a finales de 2005 y recibió una llamada telefónica del canal de televisión Canal+ que buscaba una reportera deportiva. De Miguel aceptó el trabajo porque no quería volver a Autol para pedir dinero a sus padres y además trabajaba para un periódico local de Madrid. Comenzó a trabajar para Canal+ en noviembre de 2005 cubriendo fútbol. De Miguel estuvo presente en la Copa Mundial de la FIFA 2006 en Alemania, y cubrió varios torneos de fútbol como la UEFA Champions League, La Liga, la Copa Mundial de la FIFA 2010 en Sudáfrica y la UEFA Euro 2012. También presentó un programa diario de tenis centrado en el Campeonato de Wimbledon de 2009, el programa deportivo estrella de Canal+ El Día del Fútbol analizando partidos de LaLiga junto a varios futbolistas de 2009 a 2015, y el programa El día después.
A finales de 2015, De Miguel consideró cambiar de trabajo porque sentía que no estaba progresando personal y profesionalmente y quería ser desafiada. La emisora Movistar+ comenzó a buscar un nuevo presentador para su nueva cobertura de las carreras de Fórmula 1 tras hacerse con los derechos de Antena 3. Fue confirmada para asumir el papel de presentadora en febrero de 2016, en sustitución de Lucía Villalón en Antena 3. De Miguel recibió algunas críticas en los foros de internet antes del inicio de la temporada 2016 debido a su experiencia como locutora de fútbol. No le resultó difícil aprender la jerga de la Fórmula 1, y su primer evento fue el Gran Premio de Australia de 2016. En 2020, cuando la Federación Internacional del Automóvil y la promotora de la serie Liberty Media suspendieron la F1 debido a la pandemia de COVID-19, inició un programa de Movistar+ llamado Parque cerrado para mantener el contacto con los personajes destacados del campeonato. Para la temporada 2022 es ascendida de reportera a presentadora, sustituyendo así al lugar que ocupaba Nira Juanco en el plató.
En su trayectoria, De Miguel ha colaborado con el medio deportivo Diario AS, y en enero de 2020 fue nombrada embajadora del proyecto Fútbol Universitario para ayudar a los futbolistas españoles a obtener becas que les permitan jugar en las ligas universitarias americanas y estudiar en ellas.

## Vida personal
Está en contra del abuso de género y prefiere mantener su vida privada fuera de la prensa. De Miguel habló sobre igualdad y representación de la mujer en los medios españoles a la cadena de radio Cadena SER con motivo del Día Internacional de la Mujer en 2015. Dice que se prepara para cada carrera leyendo libros y revistas de deportes de motor, así como trabajando con antiguos pilotos y mecánicos para aprender sobre sus roles en el deporte. Para combatir el estrés de trabajar en la Fórmula 1, comenzó a correr para poder adaptarse a los esfuerzos que conlleva ser reportera en ese deporte y a sus diferentes zonas horarias.